# Vittorio Amedeo Ranuzzi de' Bianchi
Vittorio Amedeo Ranuzzi de' Bianchi (Bologna, 14 juli 1857 - Rome, 16 februari 1927) was een Italiaans geestelijke en kardinaal van de Rooms-Katholieke Kerk.
Ranuzzi stamde uit een addellijke familie uit Bologna. Hij bezocht het aartsdiocesaan seminarie in zijn geboortestad en studeerde vervolgens, eveneens in Bologna, aan het Theologisch College, waar hij in 1882 promoveerde in de godgeleerdheid en in 1886 in de beide rechten.
Ranuzzi was inmiddels op 14 mei 1880 priester gewijd voor het aartsbisdom Bologna. Hij werkte enige jaren als kapelaan en pastoor in het aartsbisdom en doceerde onderwijl aan het seminarie. In 1885 werd hij erekanunnik van het kathedraal kapittel in Bologna. Van 1894 tot 1898 was hij spiritueel directeur van aartsbisschoppelijk seminarie. In 1899 werd hij als raad toegevoegd aan de apostolische nuntiatuur in Parijs. Paus Leo XIII benoemde hem bij die gelegenheid tevens tot pauselijk huisprelaat.
Hij werd op 22 juni 1903 door paus Leo XIII benoemd tot bisschop van bisdom Recanati en Loreto, sinds 1986 deel uitmakend van het bisdom Macerata-Tolentino-Recanati-Cingoli-Treia. Hij ontving zijn bisschopswijding uit handen van kardinaal Pietro Respighi, kardinaal-vicaris van Rome. In 1914 werd hij benoemd tot pauselijke opperkamerheer. 
Tijdens het consistorie van 4 december 1916 creëerde paus Benedictus XV hem kardinaal. De Santa Prisca werd zijn titelkerk. Kardinaal Ranuzzi nam deel aan het conclaaf van 1922 dat leidde tot de verkiezing van paus Pius XI. In 1922 was hij samen met kardinaal Giovanni Tacci Porcelli de eerste kardinaal die zich per vliegtuig verplaatste. Zij reisden naar Loreto, om een bijeenkomst bij te wonen ter ere van Onze Lieve Vrouw van Loreto onder wier patronage de luchtvaart inmiddels was gesteld.
De kardinaal overleed in 1927. Zijn lichaam werd bijgezet in de crypte van zijn familie op de begraafplaats van de kartuizers in Bologna.